# Luis Alberto Rodríguez López-Calleja
Luis Alberto Rodríguez López-Calleja (19 tháng 1 năm 1960 - 1 tháng 7 năm 2022) là một sĩ quan quân đội, doanh nhân và chính trị gia người Cuba.